# Filipo de Megalópolis
Filipo (en griego: Φίλιππος) era hijo de Alejandro de Megalópolis.
La supuesta ascendencia de su padre sobre Alejandro Magno parece haberle dado los más infantiles planes de ambición. En el matrimonio de su hermana Apama con Aminandro de Atamania, Filipo la acompañó, y se las ingenió para obtener una gran influencia sobre la mente de Aminandro, que le dio el gobierno de Zacinto, y le permitió dirigir en gran medida la administración de los asuntos. Al estallar la guerra romano-seléucida, Aminandro llamó a su pariente para que se uniera a él en Atamania, y Filipo entregó la isla a Hierocles de Agrigento, que más tarde la traicionó a los aqueos.
Cuando Antíoco III llegó a Grecia (192 a. C.), se ganó a Filipo para sus intereses fingiendo considerarlo el legítimo heredero del trono macedonio, e incluso abrigando esperanzas de establecerlo en él; por este medio obtuvo también la fidelidad de Aminandro. Más tarde, Filipo fue elegido por Antíoco para la tarea de enterrar los huesos de los macedonios y griegos muertos en la batalla de Cinoscéfalas, una medida con la que en vano esperaba lograr popularidad. A continuación fue nombrado comandante de la guarnición de Pelineo, pero pronto se vio obligado a rendirse a los romanos, que le enviaron prisionero a Roma. Cuando fue hecho prisionero por primera vez, se encontró accidentalmente con Filipo V de Macedonia, quien, burlón, lo saludó con el título real.